# Artemio Baigorri
Pour les articles homonymes, voir Baigorri.
Artemio Baigorri est un sociologue et professeur d'université espagnol né à Mallén (Saragosse), le 17 avril 1956.

## Biographie
Il étudia les sciences de l'information et collabora entre 1976 et 1985 à des journaux et périodiques comme Triunfo, Diario 16, Andalán, Primera Plana, El Viejo Topo, La Bicicleta ou encore Liberación pendant ses études qu'il abandonna par la suite pour la sociologie. Cette période fut consacrée plus spécifiquement à l'activisme et à la promotion du mouvement écologiste. Il participa très activement à la création de mouvements comme Alternativas Radicales para la Ribera del Ebro (ARRE) en 1977 avec des groupes de paysans de l'ensemble de la vallée de l'Èbre, ou encore Frente del Ebro en 1980 contre le second project de détournement de l'Èbre à Tarragone et Barcelone; ainsi que d'autres mobilisations comme l'été anti-nucléaire de l'Estrémadure 1980, contre le projet de construction d'une centrale nucléaire à Valdecaballeros. En 1985, il s'installe à Badajoz et exerce une activité indépendante de conseil en sociologie et territorialité. En 1994, il obtient la chaire de sociologie à l'Université de Extremadura. Il sera président de Grupo Extremeño de Sociología (Groupe de Sociologie de l'Extremadura) entre 1996 et 1998.

## Études sociologiques
Il a incorporé dans son travail des concepts comme ceux de la "cité globale" et a développé des thèmes sociologiques spéciaux comme ceux du "bruit", de l'urbanisation, l'Internet, ou encore des thématiques spéciales comme le "botellón", la "violence dans le sport", les jardins périurbains, le chômage rural, la problématique du genre masculin, ou encore la fracture, la "Brèche Digitale". On perçoit dans son travail des éléments de réflexion aussi disparates que ceux de Karl Marx, Patrick Geddes, Pietr Kropotkin, Joaquín Costa, Max Weber, Marvin Harris ou Alvin Toffler, ainsi que de Mario Gaviria, avec lequel il se forma en sociologie.

## Livres publiés
- El Bajo Aragón Expoliado (1977)
- Extremadura saqueada. Recursos naturales y autonomía regional (1978)
- Vivir del Ebro (1978)
- La enseñanza de la arquitectura (1980)
- El Modelo Extremeño (1980)
- El campo riojano (1984)
- Ordenación territorial rural (1984)
- Agricultura periurbana (1985)
- Extremadura. La Guía' (1992)
- Mujeres en Extremadura (1993)
- Agricultura Ecocompatible (1993)
- El paro agrario (1994)
- El hombre perplejo (1995)
- Sociología de la Empresa (1996)
- Hacia la urbe global (2001)
- Agroecología y desarrollo (2001)
- Conoce Extremadura (2003)
- El campo andaluz y extremeño (2003)
- Botellón. Un conflicto postmoderno (2004)
- Debate sobre la Educación Secundaria (2005)
- Enseñando Sociología a profanos (2006)
- Debate sobre la Educación Infantil y Primaria (2006)

Quelques-uns de ces livres (complets, ou fragmentaires) et articles sont disponibles en ligne